# كتاب الوديان الأربعة
الوديان الأربعة (بالفارسية: چهار وادی) هو كتاب باللغة الفارسية كتبه بهاءالله، مؤسس الدين البهائي.الوديان السبعة (بالفارسية:  هفت وادی) كتبه بهاءالله أيضًا، وعادةً ما يُنشر الكتابان معًا تحت عنوان الوديان السبعة والوديان الأربعة. الكتابان مختلفان بشكلٍ واضحٍ وليس لهما علاقةٌ مباشرةٌ.
في فبراير 2019م، نشر المركز البهائي العالمي ترجمةً إنجليزيةً معتمدةً لكلا العنوانين في مجموعة The Call of the Divine Beloved. 

## نبذة تعريفية
تمت كتابة "الوديان الأربعة" بعد مارس 1856م في بغداد، عندما عاد بهاءالله من جبال كردستان، والذي أمضى فيه عامين مع عددٍ من شيوخ الصوفية، مستخدمًا الاسم المستعار درويش محمد الإيراني. تمت كتابة كتاب الوديان الأربعة ردًا على أسئلة الشيخ عبد الرحمن الطالباني، "الزعيم المحترم الذي لا جدال فيه" للطريقة القادرية الصوفية، والذي كان معروفًا لدى أتباعه باحترامه الشديد وإعجابه بـ بهاءالله.

## المحتوى
في جميع أقسام الكتاب، يحثّ بهاءالله الناس على التعليم وحسن الخلق واكتساب الفضائل الإلهية.
يصف بهاءالله في الكتاب صفات ودرجات أربعة أنواعٍ من سالكي سبيل التقرب إلى الله: "أولئك الذين يتقدمون في السبيل الصوفي هم أربعة أنواع".
والأربعة هي: 
- أولئك الذين يسافرون إلى الله من خلال التقيّد الصارم بالقوانين الدينية.
- أولئك الذين يسافرون إلى الله من خلال استخدام المنطق والعقل.
- أولئك الذين يسافرون إلى الله من خلال محبة الله الخالصة.
- أولئك الذين يسافرون إلى الله بمزيجٍ من الأساليب الثلاثة للطاعة والعقل والإلهام.

ويعتبر هذا الأخير أعلى أو أصدق شكلٍ من أشكال الوحدة الصوفية.

## أنظر أيضًا
- كتاب الوديان السبعة
- كتاب الإيقان
- الكلمات المكنونة